# Melitaea turkestanica
Melitaea turkestanica är en fjärilsart som beskrevs av Leo Andrejewitsch Sheljuzhko 1929. Melitaea turkestanica ingår i släktet Melitaea och familjen praktfjärilar. Inga underarter finns listade i Catalogue of Life.